# Michelmersh
Michelmersh is een plaats en civil parish in het bestuurlijke gebied Test Valley, in het Engelse graafschap Hampshire met 735 inwoners.